# Издајничко срце
„Издајничко срце” (енгл. The Tell-Tale Heart) је приповетка америчког писца Едгара Алана Поа, први пут објављена у јануару 1843. у часопису The Pioneer. Сматра се класиком жанра готичке фантастике и једна је од најпознатијих Поових приповедака.

## Радња
Иако инсистира да је урачунљив, неименовани приповедач пати од болести (нервозе) која је „изоштрила његова чула”.
Старац, са којим приповедач живи, има замагљено, бледо, плаво око „стрвинара”, које толико узнемирава и манипулише приповедачем да он планира да убије старца, упркос томе што му никада није учинио ништа нажао, нити га је увредио. Приповедач инсистира да прецизност у извршењу убиства доказује да он никако не може бити луд. Седам ноћи, приповедач отвара врата старчеве собе да би „зло око” обасјао трачак светлости. Међутим, старчево стрвинарско око је увек затворено, што онемогућава „обављање посла”.
Осме ноћи старац се буди након што приповедачева рука проклизне и направи буку, прекидајући његов ноћни ритуал. Приповедач не одустаје и после неког времена одлучује да помери заклон фењера. Један танак зрак светлости сија и пада тачно на „зло око”, откривајући да је оно широм отворено. Приповедач чује откуцаје старчевог срца које постаје све гласније. Ово повећава његову анксиозност до тачке у којој одлучује да удари. Ускаче у собу и старац врисне једном пре него што га убије. Приповедач затим раскомада старчево тело и сакрива његове делове испод подних дасака, прикривајући све знакова злочина. И поред тога, врисак старца током ноћи натера комшију да позове полицију, коју приповедач позива да прегледа собу. Приповедач тврди да је крик који се чуо био његов, у ноћној мори, као и да је старац отишао на село. Уверен да полицајци неће пронаћи доказе о убиству, приповедач им доноси столице и они седе у старчевој соби. Столице су постављене на самом месту где је тело сакривено; полиција ништа не сумња, а приповедач је пријатан према својим гостима.
Приповедач почиње да се осећа непријатно и примећује зујање у ушима. Како тутњава постаје све гласнија, приповедач закључује да су то откуцаји старчевог срца који провиру испод подних дасака. Звук се стално појачава, иако се чини да га полицајци не чују. Престрављен насилним откуцајима срца и уверен да су полицајци свесни не само откуцаја срца већ и његове кривице, приповедач се сломи и признаје. Каже им да подигну подне даске како би открили остатке старчевог тела.

## Историја објављивања
Приповетка је први пут објављена у јануару 1843. у инаугурационом броју књижевног часописа The Pioneer, краткотрајног бостонског часописа који су уређивали Џејмс Расел Лоуел и Роберт Картер који су наведени као „власници” на предњој страници.
По је вероватно за причу плаћен 10 долара. Његова оригинална публикација је укључивала епиграф који је цитирао песму „Псалам живота” Хенрија Водсворта Лонгфелоуа. Прича је донекле ревидирана када је поново објављена 23. августа 1845. у издању новина Broadway Journal. У том издању је изостављена Лонгфелоуова песма јер је По веровао да је плагијат. Приповетка је поново штампано још неколико пута за Поовог живота.

## Анализа
„Издајничко срце” користи концепт непоузданог наратора. Тачност са којом приповедач приповеда о убиству старца, као да је потајни начин на који је извршио злочин доказ њиховог здравог разума, открива његову мономанију и параноју. Фокус приче је перверзна шема да се изврши савршен злочин. Једна ауторка, Пејџ Бајнам, тврди да је По писао приповедача на начин који „омогућава читаоцу да се идентификује са приповедачем”.
Углавном се претпоставља да је приповедач у „Издајничком срцу” мушкарац. Међутим, неки критичари сугеришу да је жена можда та која приповеда. Прича почиње in medias res, разговором који је већ у току између приповедача и друге особе која ни на који начин није идентификована. Нагађало се да приповедач исповеда управнику затвора, судији, репортеру, лекару или психијатру. У сваком случају, приповедач прича причу веома детаљно. Оно што следи је студија ужаса, али, прецизније, сећање на ужас док приповедач препричава догађаје из прошлости. Прва реч приче, „Истина!”, је признање његове кривице, као и уверавање у његову поузданост. Овај увод такође служи да привуче пажњу читаоца. Свака реч доприноси сврси покретања приче напред, илуструјући Поове теорије о писању приповедака.
Прича није вођена приповедачевим инсистирањем на његовој „невиности”, већ инсистирањем на његовом здравом разуму. То је, међутим, самодеструктивно, јер у покушају да докажу свој здрав разум у потпуности признају да је крив за убиство. Његово порицање лудила заснива се на његовим систематским акцијама и прецизности, јер даје рационално објашњење за ирационално понашање. Ову рационалност, међутим, подрива његов недостатак мотива („Није било циља. Није било страсти.”). Упркос томе, каже, идеја о убиству га је „прогањала дан и ноћ”. Због ове контрадикторности тешко је у потпуности разумети праве емоције приповедача према плавооком старцу.
Последња сцена приче показује резултат приповедачевог осећања кривице. Као и многи ликови у готичкој фикцији, он дозвољава својим живцима да диктирају његову природу. Упркос његовим напорима да одбрани своје поступке, своју „претерану оштрину чула”; што му помаже да чују откуцаје срца испод подних дасака, доказ је да је заиста луд. Кривица приповедача се види када он полицији призна да се тело старца налазило испод подних дасака. Иако је старац био мртав, чинило се да тело и срце мртваца још увек прогањају приповедача и осуђују га за дело. „Будући да такви процеси расуђивања имају тенденцију да осуде говорника у лудилу, не чини се немогућим да се он натера на признање”, сматра стручњак Артур Робинсон. Поови савременици су се можда подсетили на контроверзу око судске одбране због лудила из 1840-их. Признање може бити последица концепта познатог као „илузија транспарентности”. Према Енциклопедији социјалне психологије: „Поов лик лажно верује да полицајци могу да осете његову кривицу и узнемиреност због злочина који је починио, страх који га на крају надвладава и наводи га да се непотребно преда”.
Приповедач тврди да има болест која изазива преосетљивост. Сличан мотив је коришћен за Родерика Ашера у „Паду куће Ашера” и у „Разговору Моноса и Уне”. Нејасно је, међутим, да ли приповедач заиста има веома оштра чула, или је то само умислио. Ако се поверује да је ово стање тачно, оно што се чује на крају приче можда није срце старца, већ дрвоточце. Приповедач прво признаје да је чуо дрвоточце у зиду након што је старца тргнуо из сна. Према сујеверју, дрвоточци су знак предстојеће смрти. Једна врста ове бубе удара главом о површину, вероватно као део ритуала парења, док друге емитују звукове откуцаја. Хенри Дејвид Торо је приметио у чланку из 1838. да дрвоточци испуштају звукове сличне откуцају срца. Неподударност са овом теоријом је у томе што дрвоточци испуштају „уједначено слаб” звук куцања који би се држао уједначеног темпа, али како се приповедач приближавао старцу, звук је постајао све бржи и гласнији који не би био била последица буба. Откуцаји би могли бити чак и звукови приповедачевог сопственог срца. Алтернативно, ако је куцање производ његове маште, то је онда та неконтролисана машта која води њиховом сопственом уништењу.
Такође је могуће да приповедач има параноидну шизофренију. Параноидни шизофреничари врло често доживљавају звучне халуцинације. Ове халуцинације су чешће гласови, али могу бити и звуци. Халуцинације не морају да потичу из неког специфичног извора осим из нечије главе, што је још један показатељ да приповедач пати од таквог психичког поремећаја.
Однос старца и приповедача је двосмислен. Њихова имена, занимања и места становања нису дати, што је у супротности са строгом пажњом на детаље у заплету. Приповедач може бити старчев слуга или, како се чешће претпоставља, његово дете. У том случају, „стрвинарско око” старца као очинске фигуре може да симболизује родитељски надзор или очинске принципе исправног и лошег. Убиство ока је, дакле, уклањање савести. Око такође може да представља тајност: тек када се око нађе отворено последње ноћи, пробијајући вео тајне, убиство је почињено.
Књижевник Ричард Вилбур је сугерисао да је прича алегоријски приказ Поове песме „Науци”, која приказује борбу између маште и науке. У „Издајничком срцу”, старац тако може да представља научни и рационални ум, док приповедач може да представља имагинативни.